# 内唐库尔
内唐库尔（法語：Nettancourt，法語發音：[nɛtɑ̃kuʁ]）是法国默兹省的一个市镇，位于该省西部，属于巴勒迪克区。

## 地理
内唐库尔（48°52'30"N, 4°56'35"E）面积11.45 平方千米，位于法国大東部大區默兹省，该省份为法国西北部内陆省份，北与比利时接壤，西接马恩省和阿登省，南至上马恩省和孚日省，东临默尔特-摩泽尔省。
与内唐库尔接壤的市镇（或旧市镇、城区）包括：沙尔蒙、波塞斯、弗鲁瓦勒、布拉邦勒鲁瓦、努瓦耶-欧泽库尔、奥尔南河畔勒维尼、索梅耶。

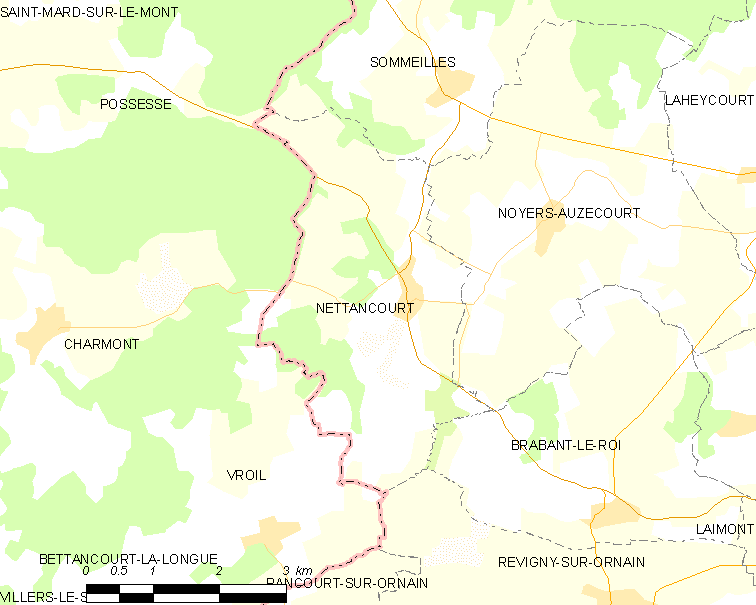
内唐库尔的OSM定位图

内唐库尔的时区为UTC+01:00、UTC+02:00（夏令时）。

## 行政
内唐库尔的邮政编码为55800，INSEE市镇编码为55378。

## 政治
内唐库尔所属的省级选区为奥尔南河畔勒维尼县。

## 人口

1962-2008年间内唐库尔人口变化图示

内唐库尔于2022年1月1日时的人口数量为242人。

## 交通
默兹省省道D27线、D137C线和D994线在内唐库尔交汇。